# ダブルバー・ビッグウェーブ
ダブルバー・ビッグウェーブは、2006年に山佐から発売されたパチスロ機。

## 特徴
基本的には2004年に発売された海一番Rと同じである。以下、異なる点を記す。
- ぞろ目(111,1333など)のゲーム数から8ゲーム間は液晶の背景が緑になり、RT解除のチャンスではあるが、解除確率は高くない。過度の期待は禁物である。
- 天井は2007ゲームと深い。
- ビッグバンモードへの移行確率が高くなった。
- 機種名の通り「BAR」が2回連続揃うと高確率でビッグバンモードへ移行する。
- 背景が金色になるとビッグバンモードが確定する。